# Red de deriva

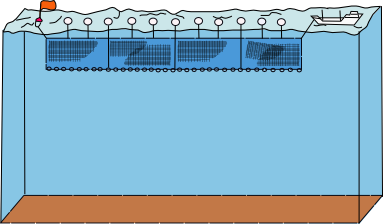
Esquema redes de deriva.

Las redes de deriva son cortinas invisibles que flotan sobre el agua y que resultan imperceptibles para los mamíferos marinos y otros animales, estas redes flotan a la deriva impulsadas por las corrientes marinas o el viento y capturan todo lo que se cruza en su camino: tiburones, tortugas, aves marinas, focas, ballenas, delfines y muchas otras especies no deseadas caen víctimas de este tipo de redes. Aunque el uso de redes que superen los 2,5 km es ilegal, siguen existiendo redes que alcanzan hasta los 50 km de longitud flotando permanentemente a la deriva por mares y océanos.
El ancho de malla de las redes utilizadas contribuye a excluir los tamaños no deseados de las capturas, o bien a llevarse por delante todo lo que se cruce en su camino. 
No sólo las redes de deriva o de enmalle constituyen una seria amenaza debido a las capturas accesorias incontroladas. La pesca con palangre es una técnica muy extendida, que consiste en una línea, con varios kilómetros de longitud, a la que se fijan miles de anzuelos. También con este método de pesca, en sí bastante selectivo, se capturan otros animales como aves o tortugas marinas.
Se conoce como guerra del bonito al enfrentamiento entre las flotas pesqueras española, francesa e inglesa por el uso de redes de deriva ilegales.